# ヤホントヴィア (小惑星)
ヤホントヴィア (1653 Yakhontovia) は、小惑星帯に位置する、やや離心率の大きな軌道を回る小惑星である。グリゴリー・ネウイミンがソ連（現ウクライナ）のシメイズ観測所で発見した。その翌日にはヘイッキ・アリコスキがフィンランドのトゥルクで独立発見している。
レニングラードにあったソビエト連邦科学アカデミー理論天文学研究所の小惑星部門の責任者を30年にわたって務めた N. S. ヤホントワに因んで名付けられた。